# Liuixalus
Liuixalus es un género de anfibios anuros de la familia Rhacophoridae que se distribuyen desde China, desde la provincia de Cantón y Hainan, y hasta el norte de Vietnam.

## Lista de especies
Se reconocen las 7 especies siguientes según ASW:
- Liuixalus calcarius[2] Milto, Poyarkov, Orlov & Nguyen, 2013
- Liuixalus feii[3] Yang, Rao, & Wang, 2015
- Liuixalus hainanus (Liu & Wu, 2004)
- Liuixalus jinxiuensis[4] Li, Mo, Jiang, Xie & Jiang, 2015
- Liuixalus ocellatus (Liu & Hu, 1973)
- Liuixalus romeri (Smith, 1953)
- Liuixalus shiwandashan[4] Li, Mo, Jiang, Xie & Jiang, 2015

## Publicación original
- Li, J.-t., J. Che, R. H. Bain, E.-m. Zhao & Y.-p. Zhang. 2008. Molecular phylogeny of Rhacophoridae (Anura): A framework of taxonomic reassignment of species within the genera Aquixalus, Chiromantis, Rhacophorus, and Philautus. Molecular phylogenetics and evolution, vol.48, n. 1, p.302-312 (texto íntegro).